# Canaseraga, New York
Canaseraga, New York (енгл. Canaseraga) град је у америчкој савезној држави Њујорк.

## Демографија
По попису из 2010. године број становника је 550, што је 44 (-7,4%) становника мање него 2000. године.
| Група             | 2000.       | 2010.       |
| Белци             | 585 (98,5%) | 533 (96,9%) |
| Афроамериканци    | 0 (0,0%)    | 1 (0,2%)    |
| Азијати           | 1 (0,2%)    | 0 (0,0%)    |
| Хиспаноамериканци | 1 (0,2%)    | 7 (1,3%)    |
| Укупно            | 594         | 550         |